# Сухопутный яхтинг

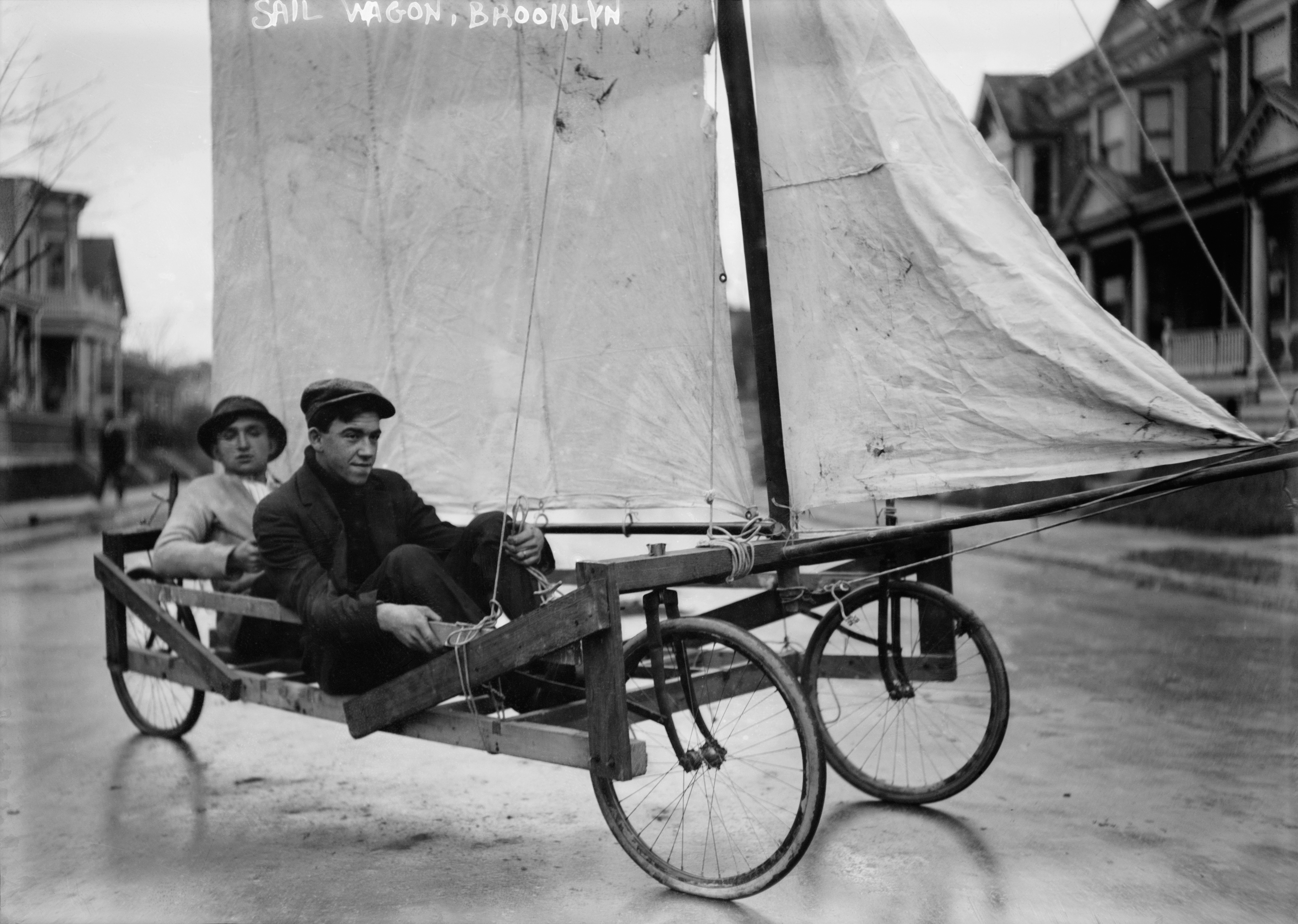
Сухопутная яхта начала XX века в Бруклине

Сухопу́тный я́хтинг — перемещение по суше на колёсном транспортном средстве, приводимом в движение ветром с использованием паруса. Этот термин происходит от аналогии с водным парусным спортом. Исторически сухопутное плавание использовалось как способ передвижения (или отдыха). С 1950-х годов он превратился в основном в гоночный вид спорта.
Транспортные средства, используемые в парусном спорте, известны как парусные фургоны, песчаные яхты и наземные яхты. Обычно они имеют 3 (иногда 4) колеса и функционируют так же, как парусная лодка, за исключением того, что они управляются из положения сидя (или лёжа), и управляются педалями (или ручными рычагами). Наземный парусный спорт лучше всего работает на ветреных плоских участках, а гонки часто проводятся на пляжах, аэродромах и на высохших озёрах в пустынных регионах. Современные сухопутные моряки, обычно известные как «пилоты», могут двигаться в 3—4 раза быстрее скорости ветра. Порыв ветра считается[кем?] более полезным в наземной парусной гонке, чем благоприятное смещение ветра. Похожий вид спорта, известный как ледовый яхтинг, практикуется на замёрзших озёрах и реках.

## История
Самый ранний текст, описывающий китайское использование мачт и парусов на наземных транспортных средствах, книга даосского учёного и наследного принца Сяо И, который позже стал императором Юанем из Ляна (годы правления 552—554 н. э.). Он писал, что Гаокан Ушу изобрёл «ветряную повозку», которая могла перевозить одновременно 30 человек. Другая повозка была построена примерно в 610 году для императора Ян Суя (годы правления 604—617), как описано в «Продолжении новых бесед о разговорах о времени».

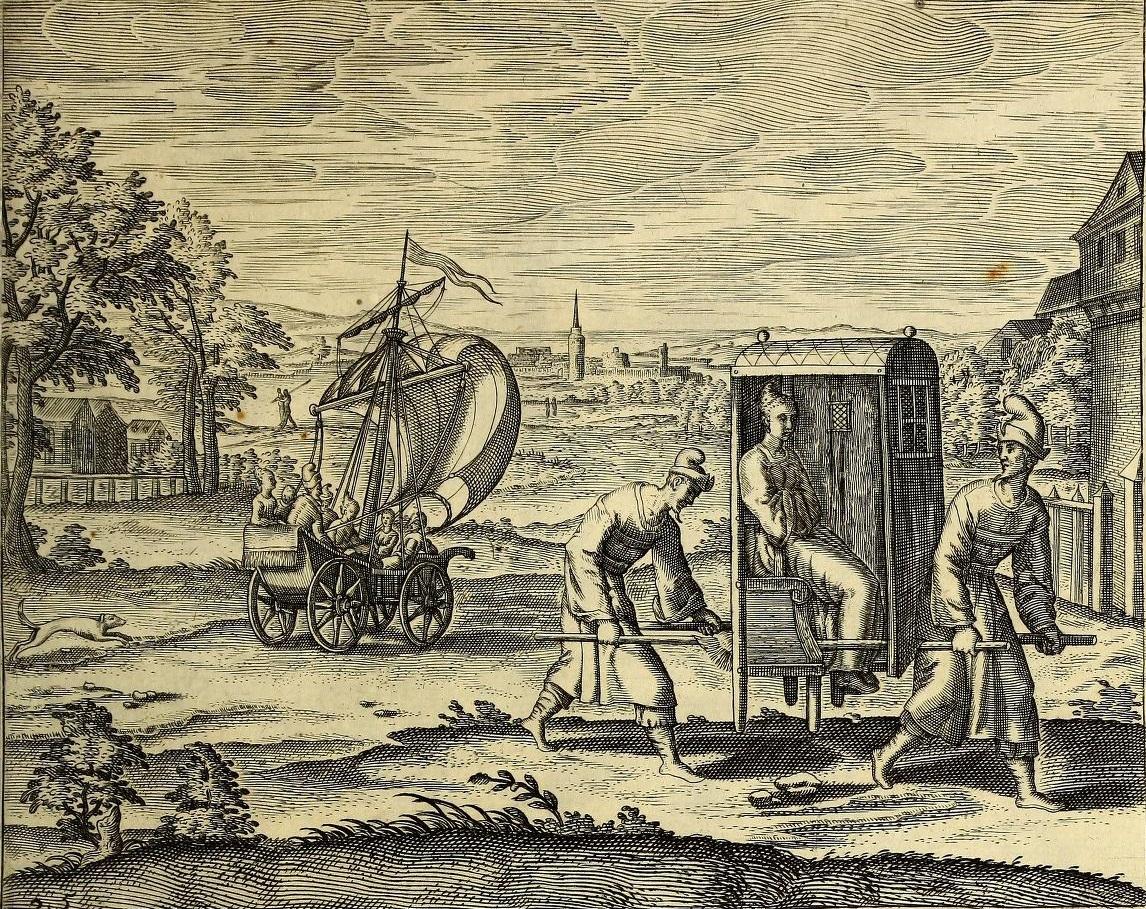
Повозка с парусом в Китае, 1599

Европейские путешественники, начиная с XVI века, с удивлением упоминали парусные экипажи.
В XIX веке «ветряные вагоны» иногда использовались для перевозки по великим равнинам Америки. Рельсовые парусные вагоны также использовались в Южной Америке. Один такой парусник существовал на железной дороге Доны Терезы Кристины в Санта-Катарине (Бразилия) в 1870-х годах.

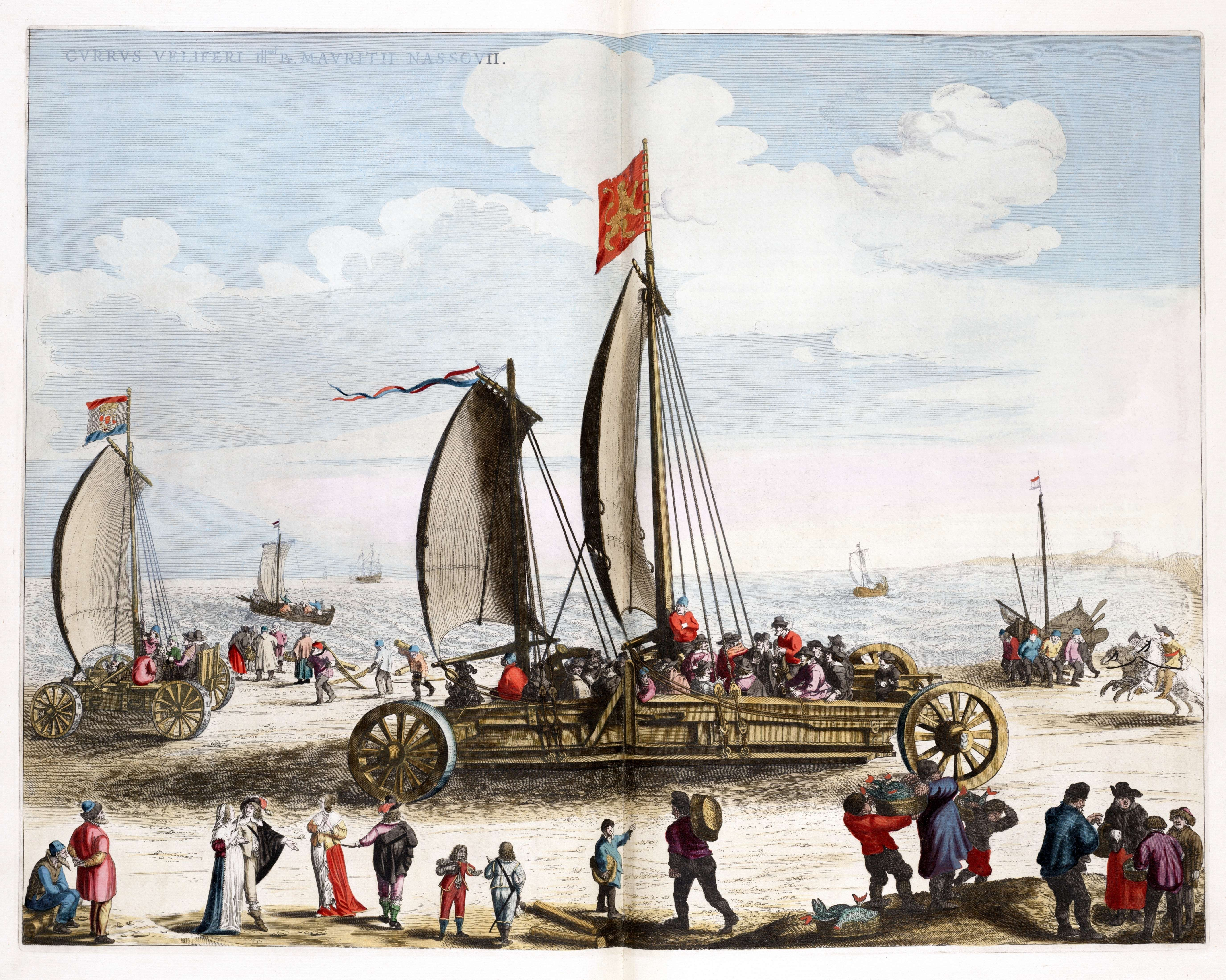
«Сухопутная яхта» Стевина

Предшественник современной наземной яхты был изобретён летом 1600 года фламандским учёным Симоном Стевином во Фландрии по заказу Мориса Нассауского, принца Оранского, который использовал её для развлечения гостей. В 1898 году братья Дюмон из Бельгии разработали наземную яхту, паруса которой были основаны на египетских парусниках, использовавшихся на реке Нил.
Луи Блерио, пионер французской авиации, сыграл важную роль в развитии наземного парусного спорта. Машины Блерио показали себя с лучшей стороны на широких и ветреных пляжах Ла-Манша и Северного моря во время отлива (Кале, Ардело, Ла-Пан, Кен, Одрессель). Фирма Блерио придумала название aéroplage (plage по-французски означает «пляж») и даже зарегистрировала его как товарный знак. Первые гонки прошли на пляжах Бельгии и Франции в 1909 году. Сухопутные яхты также использовались в конце XIX и начале XX веков для перевозки грузов по высохшим озёрам Америки.

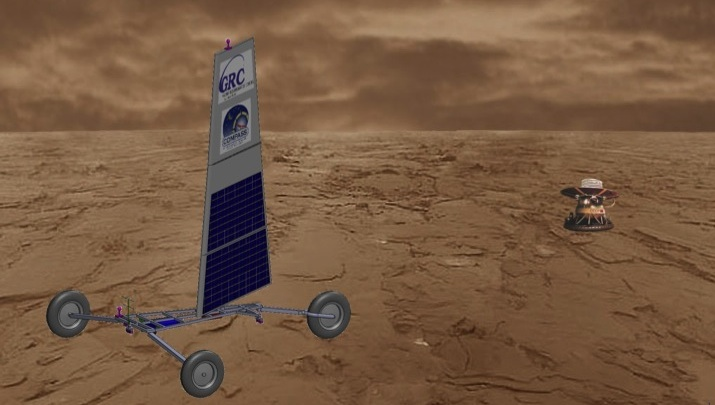
Zephyr (вездеход), концепт ветряного вездехода на поверхности Венеры будет использовать ветер Венеры для передвижения. Изображение из исследовательского центра НАСА имени Джона Гленна для проекта NASA Innovative Advanced Concepts («NIAC»)

## Рекорды
Мировой рекорд наземной скорости для ветряных транспортных средств был побит 26 марта 2009 года британцем Ричардом Дженкинсом на его яхте Greenbird со скоростью 202,9 км/ч. Скорость ветра в это время колебалась от 30 до 50 миль в час (48—80 км/ч).